# Грушківка (Лубенський район)
Грушкі́вка — село в Україні, у Лубенському районі Полтавської області. Населення становить 242 осіб. Входить до складу Гребінківської міської громади.

## Географія
Село Грушківка знаходиться на правому березі річки Суха Оржиця, вище за течією на відстані 3 км розташоване село Степанівка (Золотоніський район), нижче за течією на відстані 4,5 км розташоване село Писарщина, на протилежному березі — села Сербинівка та Саївка.

## Історія
Село Мечет засноване 1738 року Яковом Андрійовичем Марковичем (1696—1770 р.р.) на землях придбаних у Степана Ісаєнка та інших власників. Про це він згадує в своїх «Дневных записках» 26 травня 1738 року: в цей день він їздив із Перервинець до хутора свого «прозываемого Мечет, где коней и людей человека 2 в двух хатках живут».

## Відомі люди
У селі Мечет (так звалася Грушківка до перейменування 1946 року) народився Віктор Будневич (1889–1957), оперний співак (баритон), заслужений артист УРСР.